# Mistrzostwa świata w szachach 1910 (Lasker-Janowski)

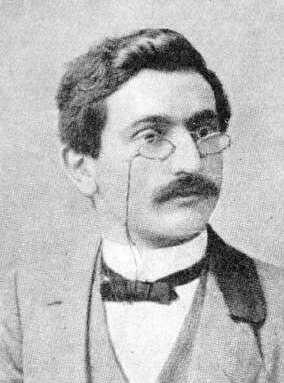
Mistrz świata 1910,
Emanuel Lasker

Drugi mecz pomiędzy aktualnym mistrzem świata - Emanuelem Laskerem, a jego rywalem z 1909 r. Dawidem Janowskim rozegrany w Berlinie w dniach 8 XI - 8 XII 1910 r.

## Kontrowersje
Lasker stał się obiektem powszechnej krytyki prasowej po przyjęciu ponownego wyzwania od przeciwnika, którego przed rokiem "formalnie zmasakrował", unikając meczu Akibą Rubinsteinem czy Carlem Schelchterem, którego nie udało mu się w meczu pokonać. Krytyka wzmogła się jeszcze bardziej, gdy Lasker zastrzegł sobie wyłączność publikowania w prasie partii meczowych.

## Zasady i przebieg meczu
Zwycięzcą miał zostać ten z graczy, który pierwszy wygra osiem partii. Remisów do wyniku nie wliczano. Mecz miał przebieg jednostronny. Janowski zremisował jedynie trzy partie przegrywając pozostałe. Był to i tak lepszy wynik niż w meczu treningowym w 1909 r., kiedy to zremisował zaledwie dwie.
Wyniki poszczególnych partii przedstawiały się następująco:
|                | 1 | 2 | 3 | 4 | 5 | 6 | 7 | 8 | 9 | 10 | 11 | Punkty |
| -------------- | - | - | - | - | - | - | - | - | - | -- | -- | ------ |
| Emanuel Lasker | 1 | ½ | ½ | 1 | 1 | ½ | 1 | 1 | 1 | 1  | 1  | 8      |
| Dawid Janowski | 0 | ½ | ½ | 0 | 0 | ½ | 0 | 0 | 0 | 0  | 0  | 0      |